# Klaus Geppert
Klaus Geppert (* 10. März 1941 in Freiburg im Breisgau) ist ein deutscher Rechtswissenschaftler und emeritierter Professor an der Freien Universität Berlin. Seit 2003 ist er Präsident der Juristischen Gesellschaft zu Berlin.

## Leben
Geppert absolvierte 1959 in Freiburg am Breisgau das Abitur. Von 1959 bis 1963 studierte er Rechtswissenschaft an der Albert-Ludwigs-Universität Freiburg und an der Ludwig-Maximilians-Universität München. 1963 legte er die erste Juristische Staatsprüfung in Freiburg ab. 1967 erfolgte seine Promotion zum Thema Die Bemessung der Sperrfrist bei der strafgerichtlichen Entziehung der Fahrerlaubnis. 1969 legte er die zweite Juristische Staatsprüfung in Stuttgart ab. Anschließend war er bis 1976 wissenschaftlicher Mitarbeiter bei Rudolf Schmitt an der Albert-Ludwigs-Universität Freiburg. In diesem Jahr erfolgte seine Habilitation zum Thema Der Grundsatz der Unmittelbarkeit im deutschen Strafverfahren und er erhielt die Venia legendi für Strafrecht, Strafverfahrensrecht und Strafvollzug. Anschließend wurde er zum wissenschaftlichen Rat und Professor an der Universität zu Köln ernannt. Noch im selben Jahr wechselte er an die Freie Universität Berlin. Von 1982 bis 2002 war Geppert im zweiten Hauptamt Richter am Kammergericht. In dieser Zeit lehnte er einen Ruf der Universität Bielefeld ab. 1990 lehnte er einen Ruf der Julius-Maximilians-Universität Würzburg ab. Von 1991 bis 1993 war er Dekan des Fachbereiches Rechtswissenschaft der Freien Universität Berlin. Von 1982 bis 2010 war Geppert ständiges Mitglied im Rechtsausschuss des Deutschen Verkehrssicherheitsrates und von 1992 bis 2009 gewähltes Mitglied im Ständigen Ausschuss des Deutschen Juristenfakultätentages. 2009 wurde er emeritiert.

## Forschungsschwerpunkte
Gepperts Forschungsschwerpunkte liegen im Verkehrsstrafrecht und Strafverfahrensrecht. Vor allem zum Verkehrsstrafrecht publiziert Geppert zahlreiche Aufsätze, die insbesondere in der Juristischen Ausbildung (JURA) erscheinen, deren Mitherausgeber er seit 1980 ist.

## Familie
Der Historiker Dominik Geppert ist sein Sohn.